# Raúl Muñoz Marchant
Raúl Muñoz Marchant (Chile, 28 de abril de 1919-3 de octubre de 1959) fue un futbolista de Chile que jugó en la posición de delantero.

## Carrera

### Club
Jugó toda su carrera con el Deportes Magallanes de 1938 a 1951, equipo con el que fue campeón nacional en 1938.

### Selección nacional
Debutó con Chile el 22 de enero de 1939 en la victoria por 4-2 sobre Paraguay en un partido amistoso en Santiago de Chile. Jugó dos partidos de la Copa América 1939 donde anotó su único gol internacional en la derrota por 2-3 ante Uruguay.

## Logros
- Primera División de Chile (1): 1938